# Sevnična
Sevnična je potok, ki izvira na severnih pobočjih gore Bohor v Posavju. V mestu Sevnica se kot levi pritok izliva v reko Savo. Izvorni pritok Sevnične je Beli potok.